# In a Violent Nature
In a Violent Nature (deutsch: „In einer gewalttätigen Natur“) ist ein kanadischer Backwoods-Slasher-Film aus dem Jahr 2024. Das Regiedebüt des Filmemachers Chris Nash handelt von einer Gruppe von Teenagern, die in der kanadischen Wildnis von einem Serienkiller verfolgt werden, erzählt die Geschichte aber genreunüblich aus der Sicht des Täters. Der Independentfilm feierte im Januar 2024 auf dem Sundance Film Festival seine Premiere, ehe er am 31. Mai in die US-amerikanischen und am 24. Oktober 2024 in die deutschen Kinos kam.

## Handlung
Eine Gruppe von Teenagern entwendet in den Wäldern Ontarios ein altes Medaillon aus einem eingestürzten Feuerwachturm. Dadurch wird die verrottete Leiche des Serienkillers Johnny wieder zum Leben erweckt, der sich den Anhänger seiner Mutter zurückholen möchte. Auf der Suche streift er durch den Wald und trifft bald auf ein abgelegenes Farmhaus, wo er eine dem Medaillon ähnliche Kette erblickt. Der Anwohner Chuck flüchtet beim Anblick Johnnys in den Wald, tritt aber in ein Tellereisen und sieht sich dem tödlichen Angreifer ausgesetzt. Johnny erkennt, dass es sich bei der Kette nicht um das gesuchte Objekt handelt, bemerkt aber die Teenager in der Nähe.
Während Johnny die Gruppe belauscht, erzählt Ehren von der lokalen Legende über den Serienkiller. Demnach lebte Johnny vor mehreren Jahrzehnten in der Gegend und war in seiner geistigen Entwicklung hinter anderen Kindern zurück. Als er für neue Spielsachen in den Feuerwachturm gelockt und dort erschreckt wurde, stürzte er in den Tod. Sein Vater machte später die Täter ausfindig, kam aber selbst in einer Schlägerei ums Leben. Die Beteiligten starben später unter ungeklärten Umständen, was von der Bevölkerung dem Geist von Johnny zugeschrieben wurde.
Als die Teenager in der Nacht eine Waldhütte beziehen, wird Ehren von Johnny mit einem Zugmesser umgebracht. Die Leiche schleift er ins Büro des Parkrangers, wo sich Johnny eine alte Feuerwehrmaske, eine Axt und zwei Haken besorgt. Am nächsten Morgen beobachtet er Brodie, wie sie in einem nahegelegenen See schwimmt, zieht sie unter Wasser und tötet sie. Wenig später macht er auch ihre Freundin Aurora ausfindig, die gerade eine morgendliche Yoga-Einheit absolviert, bringt sie mit den Haken um und wirft ihre menschlichen Überreste von einer Klippe.
Die verbliebenen Teenager streiten darüber, was sie wegen ihrer vermissten Freunde unternehmen sollen. Nachdem Kris und Colt zum Parkranger aufgebrochen sind, tötet Johnny Evan mit seiner Axt und erschlägt Troy mit einem Stein. Die verbliebenen zwei Überlebenden kehren schon bald darauf zur Waldhütte zurück, wo Kris den Leichnam ihres Freundes Troy auffindet. Johnny erkennt, dass sie das gesuchte Medaillon um den Hals trägt, und nimmt die Verfolgung auf. Kris und Colt retten sich in die Obhut des Parkrangers, der Johnnys Körper im Feuerwachturm begraben möchte, um so den Fluch zu durchbrechen. Der Ranger schießt auf Johnny, wird aber selbst verwundet und schließlich mit einem Holzspalter getötet.
Kris und Colt versuchen Johnny eine Falle zu stellen und ihn so umzubringen. Der Plan misslingt jedoch und Kris muss mitansehen, wie Johnny ihren letzten verbliebenen Freund tot schlägt. Sie lässt das Medaillon zurück und flüchtet durch den Wald, bis sie eine Straße erreicht und von einer Frau mitgenommen wird. Der Fremden gegenüber spricht Kris von einem Tier, das sie angegriffen hat, und möchte ins Krankenhaus gefahren werden. Als die Frau kurz anhält, um bei Kris einen Tourniquet um die Wunden anzulegen, schaut diese verängstigt in den Wald.

## Produktion

### Stab und Besetzung
Beim Independent-Slasher-Film In a Violent Nature handelt es sich um das Spielfilmdebüt des kanadischen Regisseurs und Drehbuchautors Chris Nash. Dieser war seit seiner Kindheit ein bekennender Horrorfan, arbeitete jahrelang als Spezialeffektkünstler und sammelte mit mehreren Kurzfilmen und einer Sektion des Anthologie-Horrorfilms 23 Ways to Die (2013) erste Regieerfahrungen. Mit In a Violent Nature wollte Nash das von ihm geliebte Slasher-Genre dekonstruieren; der Film wurde dabei als Meta-Fortsetzung innerhalb einer fiktiven Horrorreihe konzipiert. Finanziert wurde das Filmprojekt vom Streamingdienst Shudder, während Shannon Hanmer und der für die „Midnight-Madness“-Sektion des Toronto International Film Festivals verantwortliche Programmleiter Peter Kuplowsky als Produzenten fungierten.

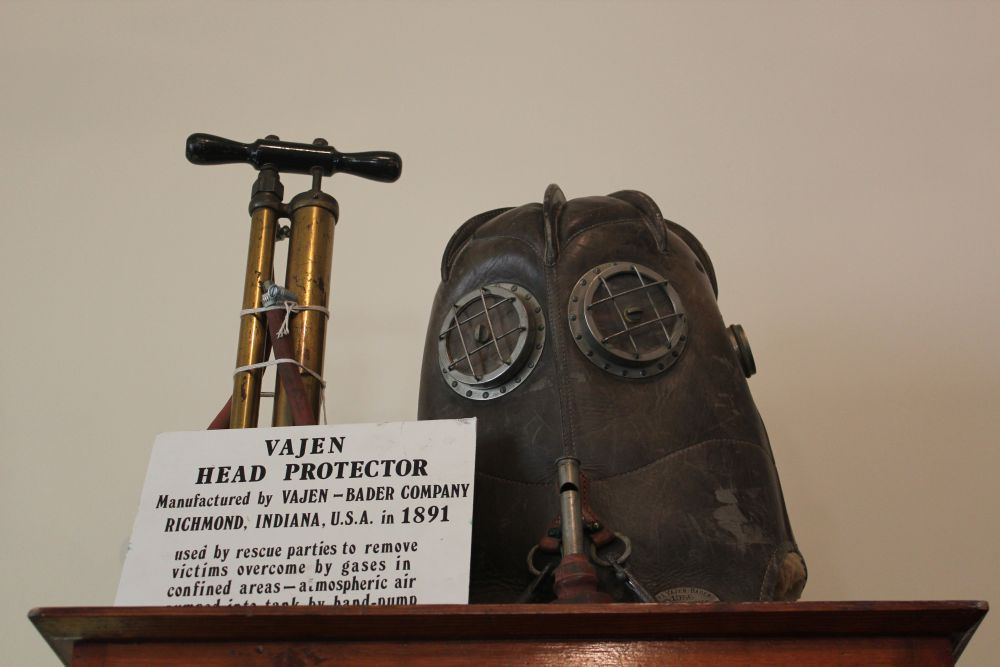
Eine alte Feuerwehrmaske wie von Johnny im Film getragen.

Die Hauptrolle des Serienkillers Johnny, der vom Auftreten her an den Auftragsmörder Anton Chigurh aus No Country for Old Men angelehnt wurde, übernahm der kanadische Schauspieler Ry Barrett. In weiteren Nebenrollen – zumeist als Opfer fungierende Teenager – sind Andrea Pavlovic, Cameron Love, Reece Presley, Liam Leone, Charlotte Creaghan, Lea Rose Sebastianis, Sam Roulston, Alexander Oliver und Lauren-Marie Taylor zu sehen.

### Dreharbeiten
Erste vierwöchige Dreharbeiten erfolgten mit Kameramann Andrew Appelle von September bis Oktober 2021 rund um die Kawartha Lakes in Ontario. Bereits früh musste der ursprüngliche Johnny-Darsteller Matthew Ninaber die Produktion dabei aus medizinischen Gründen verlassen und wurde später durch verschiedene Komparsen ersetzt. Regisseur Chris Nash zeigte sich mit den von starken Regenfällen beeinflussten Aufnahmen nicht zufrieden und erachtete das Gebiet rund um die Kawartha Lakes nicht mehr als passenden Schauplatz. Daher entschloss er sich dazu, den Film mit dem eigentlich für die Postproduktion vorgesehenen Restbudget und privaten Ersparnissen neuzudrehen. Nach einer sechsmonatigen winterbedingten Pause erfolgten die neuen Filmaufnahmen im Mai 2022 und weitere Nachdrehs im August, ehe letzte Szenen im Dezember 2022 fertiggestellt wurden. Als Drehort diente die abgelegenen Wildnis in der Nähe von Nashs Heimatstadt Sault Ste. Marie im Algoma District, wo Filmsets an derart abgelegenen Orten errichtet wurden, dass sie teilweise erst nach 30-minütigen Wanderungen erreichbar waren.
Durch das nun verminderte Budget mussten nicht nur aufwendigere Aufnahmen aus dem Drehbuch gestrichen, sondern auch die Zahl der Produktionsmitglieder drastisch verringert werden. Als neuer Kameramann fungierte Pierce Derks, der ursprünglich nur für das Design von Lookbooks und den Dreh einer Making-of-Dokumentation verantwortlich war, da Andrew Appelle das Filmprojekt aus Termingründen verlassen musste. Auch die Ausrüstung konnte aus Kostengründen größtenteils nur geliehen werden, weshalb von einer Alexa-Mini-Kamera zu einer preisgünstigeren Canon-EOS-C70 gewechselt wurde. Derks drehte dabei zunächst im Widescreen, konvertierte die Aufnahmen später aber in Anlehnung an den Film Freitag der 13. ins 4:3-Format. So wollte er einen Look erschaffen, der weder zu vintage noch zu modern sei. Nash verzichtete gleichzeitig auf den Einsatz von Filmmusik.

### Veröffentlichung
Die Weltpremiere erfolgte am 22. Januar 2024 in der Midnight-Sektion des Sundance Film Festivals, wo In a Violent Nature zu einem der meistdiskutierten Filme avancierte. Ein Trailer wurde am 20. März 2024 veröffentlicht, bevor In a Violent Nature am 31. Mai im Verleih von IFC Films in die US-amerikanischen Kinos kam. Von der MPA wurde dabei eine NP-17-Freigabe vorgesehen, doch IFC entschied sich stattdessen dazu, den Film ungeprüft zu veröffentlichen. Der digitale Heimkinostart erfolgte bereits am 28. Juni 2024, ehe der Film am 13. September auch ins Programm von Shudder aufgenommen wurde.
In Deutschland kam In a Violent Nature hingegen erst am 24. Oktober 2024 für einen Tag in ausgewählte Kinos. Während er dort noch mit einer Altersbeschränkung ab 18 Jahren lief, verweigerte die FSK für den deutlich strenger regulierten Heimkinomarkt die Freigabe. Der deutsche Verleiher Capelight veröffentlichte In a Violent Nature stattdessen nur mit dem SPIO/JK-Siegel „keine schwere Jugendgefährdung“ im Dezember 2024 auf DVD und Blu-ray. Das Bonusmaterial umfasst dabei auch die vom späteren Kameramann Pierce Derks gedrehte Making-of-Dokumentation Dead in the Water: The Attempted Making of the Original Film über die gescheiterten ersten Dreharbeiten.

## Synchronisation
Die deutschsprachige Synchronisation entstand nach einem Dialogbuch von Gordon Rijnders und unter der Dialogregie von Thomas Wolf bei Think Global Media.
| Rolle      | Darsteller            | Synchronsprecher     |
| ---------- | --------------------- | -------------------- |
| Kris       | Andrea Pavlovic       | Lin Gothoni          |
| Colt       | Cameron Love          | Karim El Kammouchi   |
| Troy       | Liam Leone            | Toni Michael Sattler |
| Evan       | Alexander Oliver      | Rajko Geith          |
| Aurora     | Charlotte Creaghan    | Diana Ebert          |
| Brodie     | Lea Rose Sebastianis  | Stefanie Masnik      |
| Ehren      | Sam Roulston          | Tino Kießling        |
| Der Ranger | Reece Presley         | Dennis Herrmann      |
| Die Frau   | Lauren-Marie Taylor   | Silke Matthias       |
| Chuck      | Timothy Paul McCarthy | Thomas Schmuckert    |

## Filmanalyse

### Dekonstruktion des Slasher-Genres
In a Violent Nature greift auf viele bekannte Genreelemente des Slasher-Films zurück, darunter ein maskierter Mörder, eine abgelegene Hütte im Wald, eine Gruppe jugendlicher Opfer und das typische Final Girl. Auch durch eine für das Genre typische Prämisse erweist sich der Film als Hommage an die Freitag-der-13.-Reihe und vergleichbare filmische Serienkiller wie Michael Myers oder Freddy Krueger. Die vertraute Struktur wird jedoch durch einen unüblichen Perspektivwechsel gebrochen, indem die Handlung aus der Sicht des Täters Johnny erzählt wird. Diese Abwandlung ist nicht nur ein bloßes Gimmick oder eine einzelne tonangebende Sequenz, sondern der gesamte Film. In a Violent Nature untergräbt dadurch die Erwartungen der Zuschauer und verwendet einen Großteil seiner Laufzeit dafür, die Pausen zwischen den Morden einzufangen, was in konventionellen Slasher-Filmen normalerweise nicht zu sehen ist. Regisseur Chris Nash umgeht so auch den typischen Fallstrick, dass viele Genrevertreter zwischen den gruseligen Höhepunkten aufgrund der schwachen Handlung oft erlahmen.
Eine weitere Abkehr von typischen Horrormotiven stellt die Nutzung von Elementen des „Slow-Burn-Kinos“ innerhalb der Geschichte dar. Die langsame Erzählweise trägt dazu bei, Spannung und Angst aufzubauen, umgeht aber gleichzeitig die üblichen Feinheiten und psychologischen Details. Die Handlung liefert dabei nur die wichtigsten Informationen und bleibt absichtlich sehr bruchstückhaft und unklar bezüglich der Hintergrundgeschichte des Killers Johnny, was diesen umso faszinierender macht. Auch seine Opfer erhalten keine charakterfokussierten Expositionen, sondern gerade genug Dialoge, sodass einfache Charaktereigenschaften und Archetypen erkennbar sind. So haben die Teenager kaum Namen geschweige denn Persönlichkeit, wodurch eine menschliche Präsenz innerhalb der Handlung nebensächlich wird. Durch diesen Verzicht kann sich Regisseur Chris Nash insbesondere auf die technischen Aspekte des Films konzentrieren, während der Zuschauer zu einer anderen Art der Auseinandersetzung mit der vertrauten Geschichte bewegt werden soll.

### Audiovisueller Stil und Atmosphäre
Die Geschichte von In a Violent Nature wird in die visuelle Sprache des atmosphärischen, langsamen Kinos verpackt und soll weniger überraschenden Nervenkitzel als vielmehr eine schleichende Existenzangst hervorrufen. In langen Third-Person-Einstellungen schwebt die Kamera zumeist hinter der Hauptfigur Johnny hinterher, bleibt dabei aber stets objektiv und ermöglicht so anders als etwa zu Beginn von Halloween – Die Nacht des Grauens keine Identifikation mit dem Täter. Das Ergebnis sind seltsam ruhige, geradezu meditative Naturaufnahmen, die im klaren Kontrast zur Horrorgeschichte stehen, dadurch aber auch zutiefst beunruhigend und besonders unangenehm sind. In a Violent Nature kann so dem Genre des „Ambient Slashers“ zugeordnet werden, der sich tonal zwischen dem schleichenden Schrecken von Skinamarink und dem schockierenden Gore von When Evil Lurks bewegt. Der stärkere Fokus auf die Atmosphäre statt die Erzählung lässt sich auch mit minimalistischen Werken anderer Filmemacher wie Terrence Malick, Kelly Reichardt oder Gus Van Sants „Death-Trilogie“ vergleichen.
Eine abwechslungsreiche visuelle Gestaltung verhindert, dass In a Violent Nature in einem stilistischen Trott stecken bleibt. Durch ein fast quadratisches Seitenverhältnis im 4:3-Format gepaart mit digitalem Rauschen und einer erhöhten Körnigkeit erinnert die fotografische Qualität an Zelluloidfilm. Dies steigert die visuelle Spannung in der Stille, lässt das Bildmaterial pulsieren, lebendig wirken und wie eine unheimliche Found-Footage-Entdeckung erscheinen. Die Schönheit des Waldes wird dabei nicht nur in weiten Aufnahmen eingefangen, sondern auch durch diegetische Geräusche untermalt. Das naturalistische Sounddesign besteht größtenteils aus Vogelzwitschern, knirschendem Laub und knarrenden Bäumen, während andere Klänge und Dialoge oft nur gedämpft sind. Nash verzichtete auch auf den Einsatz von Filmmusik, wodurch ein Gefühl von Isolation und Abgeschiedenheit entsteht. Er wollte den Wald allerdings nicht künstlich bedrohlich wirken lassen, sondern es allein dem Zuschauer freistellen, ob die ihm präsentierten Aufnahmen ruhig oder unheimlich sind.

### Gewaltdarstellung und Interpretation
Johnnys methodisches Herumtreiben in den Wäldern wird nur vereinzelt durch klassische Ausbrüche von Slasher-Gewalt unterbrochen, die in gewisser Weise als Belohnung für die vorherige Langeweile dienen. Die Kamera fängt den Gore dabei allerdings nur beiläufig ein und umgeht für die meiste Zeit eine reißerische Darstellung. Stattdessen inszeniert Nash die Gewaltszenen mit einer klinischen Abgeklärtheit, die Johnnys Taten fast schon handwerklich erscheinen lassen. Die Sequenzen sind lang, grausam und ekelerregend, aber nicht gruselig, sodass die groteske Gewalt das Publikum fast langweilt. Der Tod wird so frontal und ohne Fluchtmöglichkeit gezeigt, was an die klaustrophobische Stimmung von Blair Witch Project erinnert.
In a Violent Nature spielt mit den Unterschieden zwischen Mensch und Tier und wirft die Frage auf, ob Johnny ein Mensch oder eine Bestie ist. Durch die Einnahme seiner Perspektive wird er vermenschlicht, die Empathie des Zuschauers auf ihn gelegt und die Unschuld seiner Opfer infrage gestellt. Im Unterschied zu anderen filmischen Serienkillern ist Johnny dabei kein Wahnsinniger, sondern nur ein verwundeter und missverstandener Mann, der versucht zurückzuholen, was ihm gehört. Seine Taten werden als Dinge inszeniert, die in einer gewalttätigen Natur passieren, und nicht als Verstöße gegen eine moralische Welt.

## Rezeption

### Kritiken
In a Violent Nature konnte 78 % der 181 bei Rotten Tomatoes gelisteten Kritiker überzeugen und erhielt dabei eine durchschnittliche Bewertung von 6,6 Punkten. Als zusammenfassendes Fazit zieht die Seite, das Werk sei genauso zielstrebig wie sein dämonisches Monster auf Chaos ausgerichtet und biete Gore-Fans ein köstlich ekelhaftes Fest. Bei Metacritic erhielt der Film basierend auf 26 Rezensionen einen Metascore von 68 von 100 möglichen Punkten.
Als „einer der faszinierendsten und seltsam gelassensten Horrorfilme des Jahres“ wird In a Violent Nature von Clint Worthington in seiner Kritik für RogerEbert.com beschrieben, gerade weil der Film die Mechanismen des Slasher-Genres auf den Kopf stelle. Es handle sich für ihn um einen originellen Ansatz des aufregenden neuen Filmemachers Chris Nash, auch wenn die Laufzeit die Neuartigkeit der Prämisse etwas übersteige. Auch Dennis Harvey von Variety lobte die frische Verdrehung von Slasher-Konventionen, was sehr leicht hätte eintönig werden können, letztendlich aber schaffe, den Zuschauer bei der Stange zu halten und ein mulmiges Gefühl zu erzeugen. Die bedrohliche Stimmung bleibe dabei lang genug erhalten, um ein beunruhigendes, unheimliches Ende zu ermöglichen, auch wenn die praktischen Effekte nicht immer überzeugen könnten und es an Humor und Komplexität fehle. David Fear vom Rolling Stone bezeichnet In a Violent Nature derweil als kranken und verstörenden, aber auch überraschend anmutigen Slasher-Film, der eine clevere Abwandlung der der altbekannten Geistergeschichte darstelle und das Publikum zwangsläufig mitreiße. Von einem „faszinierenden Arthouse-Horror-Experiment“ spricht auch Meagan Navarro von Bloody Disgusting, wo sie insbesondere die klugen Entscheidungen von Regisseur Chris Nash lobt, durch die die gegensätzlichen Töne des Films zu einem kohärenten Werk verschmelzen würden. Das Konzept funktionieren für sie zunächst gut, scheitere aber im finalen dritten Akt, als der Fokus des Films vom Killer weggelenkt werde und In a Violent Nature dadurch in zunehmende Langeweile abdrifte.
Kritischer zeigt sich auch John Nugent von Empire, der anmerkt, dass In a Violent Nature zu einer Zeit erscheine, in der herkömmlichen Horrorfilmen zunehmend die frischen Ideen ausgehen würden. Von daher sei die bloße Existenz des Slashers ein gutes Zeichen, auch wenn das Experiment mit seinem langsamen, schwerfälligen Ansatz nicht für jeden funktioniere und leider relativ früh aufgegeben werde. Demgegenüber steht Alison Willmore von Vulture, für die das „Gedankenexperiment für Horrorfreaks“ erst zum Ende hin etwas Substanz bekomme. Zuvor erscheine In a Violent Nature wie ein Witz über die spannungsarmen Tendenzen des sogenannten „gehobenen Horrors“, der aber genauso gut auch als Kommentar zur Gorehound-Seite des Genres verstanden werden könne. Für Sergio Burstein von der Los Angeles Times bietet der Film minimal erzählerisch interessante Wendungen und eine durchaus unverwechselbare Inszenierung, doch die Gewaltexzesse würden mehr Lachen als Entsetzen hervorrufen und In a Violent Nature für ein Werk mit intellektuellem Anspruch insgesamt zu flach bleiben.
Ein enttäuschtes Fazit zieht David Ehrlich von IndieWire, für den In a Violent Nature in der Theorie zwar interessant und formal beeindruckend sei, in der Ausführung aber unbefriedigend und ärgerlich hohl bleibe. Der Film bediene dabei nur bekannte Genremotive und punkte erst zum Ende hin mit einem atemlosen Finale, doch alles zuvor habe sich zu diesem Zeitpunkt bereits wie eine Enttäuschung angefühlt. Die Frage nach der bloßen Existenzberechtigung stellt sogar Kevin Maher von der Times, für den auch die Arthouse-Mittel den Film nicht retten könnten.

### Einspielergebnis
Am Startwochenende belegte In a Violent Nature mit einem Einspielergebnis in Höhe von rund 2,1 Millionen US-Dollar den achten Platz der US-amerikanischen Kino-Charts. Für das verantwortliche Produktionsunternehmen IFC Films handelte es sich dabei mit Vorführungen in über 1400 Lichtspielhäusern um die größte und nach dem Found-Footage-Horrorfilm Late Night with the Devil finanziell zweiterfolgreichste Filmveröffentlichung. Insgesamt belaufen sich die weltweiten Einnahmen aus Kinovorführungen auf 4,6 Millionen US-Dollar. Da das Produktionsbudget unter 500.000 US-Dollar gelegen haben soll, wird In a Violent Nature gemeinhin als finanzieller Erfolg gesehen.

### Auszeichnungen
Fangoria Chainsaw Awards 2024
- Auszeichnung für den Besten Kill („Yoga-Kill“)
- Nominierung für die Beste Kamera (Pierce Derks)
- Nominierung für das Beste Make-up (Steven Kostanski)[46]

Indiana Film Journalists Association Awards 2024
- Nominierung als Bester Film
- Nominierung als Originellste Idee
- Nominierung als Newcomer des Jahres (Chris Nash)[47]

Saturn-Award-Verleihung 2025
- Nominierung als Bester Horrorfilm

Darüber hinaus wurde In a Violent Nature unter anderem bei Variety und IndieWire auf Ranglisten der besten Horrorfilme des Jahres 2024 geführt.

## Fortsetzung
Nach dem finanziellen Erfolg an den Kinokassen kündigte Shudder im Juli 2024 eine Fortsetzung zum Film an, für die Chris Nash als Drehbuchautor zurückkehren soll. Die Dreharbeiten sollen im September 2025 in Kanada beginnen.